# Ferencvárosi I. számú Gázgyár
A Ferencvárosi I. számú Gázgyár, gyakran Ferencvárosi Légszeszgyár, Budapesti Légszeszgyár egy budapesti nagyipari létesítmény volt.

## Története
A budapesti gázgyártás az 1850-es években indult meg a Józsefvárosi Gázgyár (a mai II. János Pál pápa téren) felépítése után. Az 1860-as években Budán, majd az akkor még Budapesttől külön álló Újpesten újabb gázgyár épült fel. A termelés és az igények növekedése az 1880-as évekre szükségessé tették újabb gázgyár építését. Ennek helyéül a mai Koppány utca – Soroksári út – Gubacsi út – a Budapest–Kunszentmiklós-Tass–Kelebia-vasútvonal töltése közötti részt jelölték ki 1883-ban.
A gázgyár 1884-ben épült fel Kéler Napóleon tervei és kivitelezése szerint. 1892-től Pucher József tervei alapján bővítették. 1890-es évek végén a szomszédos telken felépült a Ferencvárosi II. számú Gázgyár. A nagyipari létesítmények az 1910-es évekig működtek, amikor a korábbi gázgyárak megszüntetésével párhuzamosan új, jóval nagyobb kapacitású gázgyár épült fel Óbudán (Óbudai Gázgyár). 
A Ferencvárosi I. számú Gázgyárban a gáztermelés 1921-ben állt le. Épületeit később elbontották, helyén ma Tesco hipermarket található.
A telep saját iparvágánnyal rendelkezett. Az összekötő vágány a mai Külső Mester utca nyomvonalát keresztezve, a későbbi II. számú Gázgyártól északra jött be a ferencvárosi rendező pályaudvar felől.